# Segunda Guerra do Alto Carabaque
A Segunda Guerra do Alto Carabaque foi um conflito armado ocorrido em 2020 entre o Azerbaijão, apoiado pela Turquia, e a autoproclamada República de Artsakh juntamente com a Armênia, na disputada região de Nagorno-Karabakh e territórios circundantes. Os confrontos começaram na manhã de 27 de setembro ao longo da linha de contato do Alto Carabaque e terminaram em 10 de novembro, após um acordo de cessar-fogo entre ambas as partes. Ambos os lados relataram baixas militares e civis. Em resposta aos confrontos, a lei marcial e a mobilização total foram anunciadas na Armênia e na autoproclamada República de Artsakh, enquanto o Azerbaijão introduziu a lei marcial e um toque de recolher. No dia 28 de setembro, foi declarada mobilização parcial no Azerbaijão. As Nações Unidas condenaram veementemente o conflito e apelaram a ambos os lados para diminuir as tensões e retomar negociações significativas sem demora.

## Linha do tempo
Esta linha do tempo dos combates militares depende principalmente de declarações oficiais dos beligerantes e não é um registro de todos os eventos; ao invés, consiste principalmente em declarações relevantes, reclamações, contra reclamações e negações de acidentes e perdas de material. A linha do tempo inclui relatos de bombardeios de posições, assentamentos, vilas e cidades e eventos declarados como tendo impactado as fronteiras nacionais e internacionais. Os combates têm sido caracterizados pelo uso de artilharia pesada, veículos blindados, e drones, incluindo a liberação de imagens aparentemente filmadas com drones para fins de propaganda.

### 27 de setembro
A Trend News Agency afirmou no dia 27 de setembro, por volta das 6 horas local, as forças armadas armênias começaram um bombardeamento intensivo com armamentos de grande calibre, morteiros e artilharia de vários calibres nas posições do exército do Azerbaijão ao longo de toda a linha de frente e assentamentos azerbaijanos na zona da linha de frente. A porta-voz do Ministério da Defesa da Armênia, Shushan Stepanyan, afirmou que os combates em 27 de setembro começaram com um ataque do Azerbaijão. O Azerbaijão declarou que o lado armênio atacou e que o Azerbaijão lançou uma contraofensiva. Hikmet Hajiyev, conselheiro sênior do presidente do Azerbaijão, Ilham Aliyev, acusou as forças de lançar ataques "deliberados e direcionados" ao longo da linha de frente.
O Ministério da Defesa da Armênia disse que a ofensiva do Azerbaijão, também dirigida a Stepanakert, começou às 08h10 hora local (04h10 GMT). A autoproclamada República de Artsakh introduziu a lei marcial e a mobilização total de sua população masculina. No mesmo dia, o presidente do Azerbaijão, Ilham Aliyev, falou à nação sobre os confrontos. Nos confrontos, os militares azerbaijanos  posicionaram tanques, artilharia, sistemas de mísseis e aeronaves perto da linha de frente e penetraram mais profundamente no território ocupado pela Armênia. Civis no Alto Carabaque foram instados a ir para abrigos. De acordo com Artsrun Hovhannisyan, pela manhã as forças armadas do Azerbaijão também atacaram na direção de Vardenis no território da própria Armênia. Na tarde de 27 de setembro, o Ministério da Defesa do Azerbaijão informou sobre a retomada de seis aldeias no Alto Carabaque: Garakhanbayli, Garvand, Kand Horadiz, Yukhari Abdurrahmanli, Boyuk Marjanli e Nuzgar. O Ministério da Defesa de Artsakh negou essas alegações, afirmando que "a declaração emitida pelo Ministério da Defesa do Azerbaijão de que o exército azerbaijano supostamente ocupou seis assentamentos não é consistente com a realidade" e "é mais uma provocação de informação da máquina de propaganda do Azerbaijão".

### 28 de setembro
Aproximadamente às 01h00 hora local, o Ministério da Defesa do Azerbaijão divulgou um vídeo mostrando três veículos militares armênios sendo alvejados na linha de contato por ataques de unidades militares do Azerbaijão. O Ministério negou qualquer reclamação armênia, incluindo o número de suas vítimas, e levantou acusações de propaganda armênia em face dos supostos sucessos militares azerbaijanos. Aproximadamente às 6h45 hora local, o Ministério divulgou mais imagens, descrevendo a aparente destruição de material e veículos armênios. Aproximadamente às 08h00 hora local, o Ministério afirmou que as forças armênias dispararam contra Tartar no início da manhã e emitiu um aviso, enquanto o Ministério das Relações Exteriores acrescentou que as forças armênias tinham como alvo locais civis e os próprios civis. O Ministério da Defesa do Azerbaijão também divulgou um vídeo mostrando a aparente destruição de dois tanques armênios adicionais. O Presidente de Artsakh afirmou que durante os confrontos da manhã, as forças armênias recuperaram o controle sobre uma série de posições anteriormente cedidas. Aproximadamente às 10h00 hora local, o Ministério da Defesa do Azerbaijão divulgou imagens do confronto e afirmou que as forças azerbaijanas haviam ganhado terreno elevado estrategicamente vantajoso em torno de Talış, enquanto alegava que os armênios sofreram pesadas perdas. Além disso, o Ministério da Defesa do Azerbaijão alegou que entre as vítimas armênias estavam mercenários de origem armênia-síria e de uma variedade de países do Oriente Médio.
Aproximadamente às 13h10 hora local, o Ministério da Defesa do Azerbaijão divulgou imagens que aparentemente mostram dois tanques armênios sendo destruídos pelos VANTs do Azerbaijão. Aproximadamente às 14h00 hora local, a mídia armênia declarou que um VANT azerbaijano foi abatido perto de Vardenis. Simultaneamente, o Presidente da República de Artsakh afirmou que as forças do Azerbaijão estavam enfrentando ataques em todas as frentes das forças armênias. Por volta das 15h30 hora local, o Coronel Vagif Dargahli afirmou que os militares armênios estavam enfrentando problemas de abastecimento. Meia hora depois, o Ministério da Defesa do Azerbaijão afirmou que as forças azerbaijanas haviam disparado contra unidades de artilharia armênias na direção de Martakert que tinham como alvo os assentamentos controlados pelo Azerbaijão. De acordo com o Ministério, as unidades armênias sofreram pesadas perdas com fogo de artilharia e foram forçadas a se retirar.
Aproximadamente às 17h00 hora local, o Ministério da Defesa do Azerbaijão divulgou imagens aparentemente mostrando veículos militares armênios destruídos e alegou que veículos militares armênios adicionais haviam sido destruídos ao longo da frente. Aproximadamente às 19h00 hora local, o Ministério da Defesa do Azerbaijão declarou que as forças armênias haviam disparado contra Yuxarı Ağcakənd e Qaramusalı no distrito de Goranboy. Aproximadamente às 20h00 hora local, o vice comandante do Exército de Defesa Artsakh, Arthur Sargsyan, afirmou que as forças armênias haviam retomado algumas posições. Além disso, o presidente da Assembleia Nacional da República de Artsakh, Arthur Tovmasyan, afirmou que as forças armênias repeliram as forças do Azerbaijão e avançaram para o território do Azerbaijão. Posteriormente, aproximadamente às 21h00 hora local, o Chefe do Corpo Docente de Comando e Pessoal da Universidade Militar Vazgen Sargsyan do Ministério da Defesa da República da Armênia , Artsrun Hovhannisyan, afirmou que as forças do Azerbaijão haviam lançado uma nova grande operação ofensiva no Vale do Arax e em Madagiz – direção de Talış Aproximadamente uma hora depois, Poghosyan afirmou que um avião do Azerbaijão havia sido abatido perto de Khojavend, que mais tarde foi negado pelo Azerbaijão. Além disso, o Ministério da Defesa do Azerbaijão negou as alegações de que o Azerbaijão havia usado F-16s durante o conflito, afirmando que a Força Aérea do Azerbaijão não possui F-16s.
A mídia iraniana informou que mais dois foguetes pousaram perto de casas no condado de Khoda Afarin.

### 29 de setembro
Aproximadamente às 08h00 hora local, o Ministério da Defesa do Azerbaijão afirmou que os confrontos intensificados continuaram ao longo de toda a extensão da frente durante a noite e que, embora as forças arménias tentassem repetidamente contra-atacar, as unidades do Azerbaijão os repeliram com sucesso. Ao mesmo tempo, as forças aéreas e terrestres do Azerbaijão destruíram uma coluna mista de veículos militares armênios que viajavam de Madagiz na direção de Martakert, juntamente com uma bateria de artilharia fornecendo apoio de fogo. Aproximadamente às 09h00 hora local, o Ministério afirmou que a partir das 07h30, o território do distrito de Dashkasan do Azerbaijão tinha sido alvo de fogo de artilharia de Vardenis, na Armênia, no entanto, isso foi negado pelo Ministério das Relações Exteriores da Armênia, que alegou que era uma invenção para justificar a expansão do teatro de operações, incluindo a realização de agressão contra a Armênia. Com Hikmet Hajiyev, conselheiro sênior do presidente do Azerbaijão, Ilham Aliyev, afirmando que era parte de um "ato contínuo de agressão armênia contra o Azerbaijão, onde o próximo ato de ataque contra o Azerbaijão foi realizado a partir do território de um estado soberano". O Ministério da Defesa do Azerbaijão declarou então que uma ofensiva do Azerbaijão na cidade de Füzuli continuou desde o início da manhã, enquanto cerca de 07h00–08h00 da manhã, as forças do Azerbaijão destruíram mais quatro tanques armênios na área de Füzuli-Jabrayil. Aproximadamente meia hora depois, o Ministério da Defesa do Azerbaijão negou isso. O Ministério da Defesa armênio declarou que unidades pertencentes ao Exército de Defesa Artsakh destruíram um material do Azerbaijão.
Às 10h15 hora local, o Ministério da Defesa do Azerbaijão divulgou imagens que aparentemente mostram dois tanques armênios sendo destruídos. Poucos minutos depois, Hovhannisyan afirmou que um segundo VANT azerbaijano havia sido abatido. Aproximadamente às 11h00 hora local, o Ministério da Defesa armênio afirmou que os militares do Azerbaijão abriram fogo contra a base militar armênia em Vardenis, na fronteira do estado armênio, também destacando sua força aérea. Aproximadamente no mesmo horário, o Ministério da Defesa do Azerbaijão declarou que o 3º Regimento de Rifles Motorizados de Martuni da Armênia, estacionado no distrito de Khojavend, havia sido destruído pelas forças do Azerbaijão. No entanto, isso foi negado pelo Ministério da Defesa Artsakh. Além disso, o Ministério da Defesa do Azerbaijão afirmou que havia matado um coronel armênio, no distrito de Jabrayil, e que as forças do Azerbaijão haviam destruído um lançador de foguetes múltiplos Uragan armênio no distrito de Khojavend. Posteriormente, Hovhannisyan afirmou que as forças do Azerbaijão haviam tentado um novo ataque nas direções sul e norte, mas foram repelidas. O Ministério da Defesa do Azerbaijão acusou a Armênia de fabricar imagens para melhorar o moral doméstico.
Por volta das 12h00 hora local, Hovhannisyan afirmou que um canhão azerbaijano havia sido abatido, no entanto, o Ministério da Defesa do Azerbaijão negou, alegando que não havia empregado helicópteros naquele dia. Também afirmou que um tanque armênio havia sido destruída perto da vila de Göyarx, no antigo distrito de Martakert. Aproximadamente às 12h40 hora local, Hovhannisyan afirmou que as unidades do Exército de Defesa Artsakh haviam abatido dois helicópteros usando lançadores de mísseis terra-ar portáteis Igla na direção leste, e o Ministério divulgou imagens aparentemente mostrando isso. Hovhannisyan então declarou que as forças do Azerbaijão estavam bombardeando áreas perto de Vardenis. O Ministério da Defesa do Azerbaijão afirmou que havia destruído um posto de comando e observação pertencente ao 3º campo do 1º Regimento do Exército Armênio no assentamento de Hadrut, no distrito de Khojavend, enquanto o Ministério da Defesa armênio afirmou que os militares armênios estariam implantando armas mais pesadas e que suas forças estavam repelindo as ofensivas do Azerbaijão. O Ministério da Defesa do Azerbaijão afirmou que uma tentativa armênia de assaltar posições militares controladas pelo Azerbaijão de Aşağı Veysəlli no distrito de Füzuli foi repelida, com perdas armênias.
Aproximadamente às 13h20 hora local, o Ministério da Defesa armênio afirmou que os militares do Azerbaijão haviam lançado uma ofensiva usando artilharia, VANTs, tanques e veículos blindados. Aproximadamente às 15h30, o MoD do Azerbaijão afirmou que os sistemas de mísseis S-300 que defendiam o espaço aéreo de Yerevan estavam sendo redistribuídos na direção do Alto Carabaque e afirmou que seriam destruídos. Pouco depois, o Exército de Defesa Artsakh divulgou imagens aparentemente mostrando as forças armênias derrubando um helicóptero de guerra do Azerbaijão, com Hovhannisyan afirmando que as forças armênias haviam destruído os tanques azerbaijanos com morteiros. Aproximadamente às 16h30, o Ministério da Defesa do Azerbaijão divulgou imagens que aparentemente mostravam unidades de artilharia do Azerbaijão disparando contra as forças armênias.
Aproximadamente às 18h00, o Ministério da Defesa de Artsakh declarou que as forças do Azerbaijão atacaram ao longo das direções norte e nordeste com tanques, enquanto os armênios infligiram perdas às unidades azerbaijanas. Pouco depois, o Ministério da Defesa armênio afirmou que um F-16 turco, decolando do Aeroporto Internacional de Ganja, havia derrubado um Su-25 armênio, matando o piloto. Isto foi negado pelas autoridades do Azerbaijão e Turquia. Pouco depois, o Ministério da Defesa armênio divulgou imagens dos destroços de um Su-25, que afirmou ter sido abatido pelo F-16 turco. De acordo com o Azerbaijão, dois aviões de ataque Su-25 decolaram no território da Armênia e mais tarde colidiram com uma montanha e explodiram. Aproximadamente às 22h00, o Ministério da Defesa da Armênia declarou que um comboio do Azerbaijão carregado com munições havia sido destruído. Aproximadamente uma hora depois, o Ministério da Defesa do Azerbaijão afirmou que as forças do Azerbaijão haviam destruído as posições ocupadas pelo 1º Batalhão Armênio do 5º Regimento de Infantaria Motorizada perto de Həsənqaya, no distrito de Tartar, e o 1º Batalhão do 6º Regimento de Infantaria Motorizada na direção de Talış com ataques de artilharia.

### 30 de setembro
De acordo com o Ministério da Defesa armênio, os confrontos continuaram com menor intensidade durante a noite. Aproximadamente às 01h10 hora local, o Ministério da Defesa do Azerbaijão divulgou imagens aparentemente mostrando a destruição de veículos militares armênios, incluindo tanques, na área do distrito de Jabrayil. Aproximadamente às 08h30, o Ministério da Defesa do Azerbaijão declarou que as forças armênias estavam bombardeando a cidade de Tartar por meia hora. O Ministério da Defesa armênio afirmou que as forças armênias abateram um VANT IAI Harop do Azerbaijão. Aproximadamente às 10h20, o Ministério da Defesa do Azerbaijão afirmou que as unidades do Azerbaijão haviam cercado as forças armênias com a ajuda de fogo de artilharia, e que os confrontos continuaram na área de Martakert Aproximadamente às 10h50, o Ministério afirmou que as forças armênias começaram a disparar contra Aşağı Ağcakənd no distrito de Goranboy. Aproximadamente às 11h10, o Ministério da Defesa armênio afirmou que a Força Aérea do Azerbaijão estava atacando as posições armênias na direção norte. O Ministério da Defesa do Azerbaijão divulgou imagens aparentemente mostrando os militares do Azerbaijão bombardeando as posições armênias. Aproximadamente às 12h25, o Ministério da Defesa do Azerbaijão declarou que o 2º Batalhão Armênio do 7º Regimento de Rifles de Montanha da 10ª Divisão de Rifles de Montanha, estacionado em Tonaşen, havia sofrido pesadas perdas e recuado. O Ministério então divulgou imagens aparentemente mostrando o ataque. Em seguida, afirmou que as forças do Azerbaijão dispararam contra o posto de comando do 41º Regimento Especial armênio da 18ª Divisão Motorizada, causando baixas. Aproximadamente às 13h00, o Ministério divulgou imagens que aparentemente mostravam a destruição de equipamento militar armênio, incluindo VCIs e lançadores de mísseis, pela manhã. Foram ainda divulgadas imagens adicionais que aparentemente mostram a destruição da artilharia armênia, que estava bombardeando posições do Azerbaijão. O Ministério da Defesa armênio afirmou que as forças armênias destruíram uma grande quantidade de material do Azerbaijão, incluindo um TOS-1. Aproximadamente às 15h00, o Ministério da Defesa do Azerbaijão divulgou imagens aparentemente mostrando as forças do Azerbaijão destruindo dois tanques armênios. O Ministério também afirmou que as forças do Azerbaijão bombardearam o 4º Batalhão Armênio, estacionado no distrito de Füzuli, e que suas forças atacaram o quartel-general do 5º Regimento Armênio de Rifles de Montanha da 10ª Divisão de Rifles de Montanha, estacionado em Martakert. O Ministério da Defesa armênio afirmou que as forças armênias destruíram os postos avançados e o material do Azerbaijão. Aproximadamente às 17h30, o Ministério da Defesa do Azerbaijão divulgou imagens que aparentemente mostravam a destruição de material armênio; uma hora depois, mais imagens foram divulgadas que aparentemente mostravam a destruição de mais material armênio. Simultaneamente, o Ministério da Defesa armênio divulgou uma filmagem, aparentemente mostrando as forças armênias avançando para as posições do Azerbaijão. Aproximadamente às 22h00, o Ministério da Defesa do Azerbaijão divulgou uma filmagem, aparentemente mostrando a destruição de material armênio.
O Irã afirmou que abateu um VANT estrangeiro na província do Azerbaijão Oriental.

### 1 de outubro
De acordo com o Ministério da Defesa do Azerbaijão, os confrontos continuaram durante a noite, com unidades do Azerbaijão infligindo "ataques de artilharia de esmagamento" nas posições armênias, enquanto o Ministério da Defesa afirmou que tensões relativamente estáveis se mantiveram durante a noite. Aproximadamente às 01h10 hora local, o Ministério da Defesa do Azerbaijão divulgou uma filmagem, aparentemente mostrando a destruição de material armênio. Aproximadamente às 10h00, afirmou que as forças armênias estavam bombardeando a cidade de Tartar desde a manhã.
Aproximadamente às 10h15, o Azerbaijão contabilizou 55 civis feridos e 16 mortos em "consequência do bombardeio de artilharia pesada da Armênia", além de 163 casas e 36 instalações civis severamente danificadas. Por volta das 11h00 o Ministério da Defesa do Azerbaijão divulgou um vídeo aparentemente mostrando a destruição de peças de artilharia armênia. Simultaneamente, o Ministério da Defesa armênio afirmou que as forças armênias abateram um VANT azerbaijano perto de Askeran, enquanto o Ministério da Defesa Artsakh afirmou que as forças armênias repeliram os avanços do Azerbaijão. Cerca de meia hora depois, afirmou que as forças armênias haviam derrubado um canhão do Azerbaijão perto de Lalatapa, com destroços caindo em território iraniano; isso foi negado pelo Azerbaijão. Aproximadamente às 13h00, o Ministério da Defesa azerbaijano declarou que as áreas dentro dos distritos de Jabrayil e Füzuli estavam sob o fogo de foguetes de Goris, na Armênia. Cerca de meia hora depois, afirmou que as forças armênias estavam bombardeando Çocuq Mərcanlı, Horadiz e aldeias da linha de frente nos distritos de Goranboy, Tartar e Agdam. Aproximadamente às 14h40, o Ministério da Defesa de Artsakh declarou que as forças armênias abateram dois aviões de guerra do Azerbaijão e um helicóptero; o que foi negado pelo Azerbaijão, que afirmou não ter implantado aeronaves naquele dia. Então, o Ministério de Defesa do Azerbaijão reivindicou a destruição de vários meios de defesa aérea armênios e vários sistemas de foguetes de lançamento. Aproximadamente às 19h00, o Ministério afirmou que as forças armênias dispararam contra Horadiz a partir das 17h50. Aproximadamente às 23h00, o Ministério da Defesa armênio afirmou que as forças do Azerbaijão estavam bombardeando Shatvan e Mets Masrik, ambos na Armênia, matando um civil. Cerca de meia hora depois, o Ministério afirmou que as forças armênias abateram um VANT na província de Cotaique, na Armênia.
Suspeitosos ataques de foguetes azerbaijanos atingiram a aldeia de Parviz Khanloo, Khoda Afarin, deixando seis casas danificadas e um civil iraniano ferido.

### 2 de outubro
Por volta das 00h15 hora local, o Ministério da Defesa armênio disse que destruiu quatro VANTs azerbaijanos, um na província de Cotaique e os outros três na província de Guelarcunique, ambos na Armênia. Aproximadamente às 08h50, o Ministério da Defesa de Artsakh disse que durante a noite do dia 1 de outubro para o dia 2 de outubro "a situação na zona de conflito tem sido relativamente estável e tensa" e que "nenhuma grande mudança foi registrada na situação de combate operacional." Além disso, afirmaram que o Azerbaijão perdeu combatentes e equipamentos militares após Artsakh repelir os ataques durante a madrugada, mas não informaram um número. Em seguida, disseram que as Forças Armadas abateram um outro VANT azerbaijano no nordeste de Artsakh. Cerca de 10 minutos depois, o Ministério da Defesa do Azerbaijão disse que liberou importantes alturas em Magadiz e que avançaram na direção de Füzuli-Jabrayil, onde suas "tropas venceram a resistência inimiga, forçando-os a recuar". Ainda informaram que no período das 00h00 às 07h00, 5 veículos armados, 3 instalações de infraestrutura militar e um grande número de combatentes foram destruídos.
Aproximadamente às 10h00, o Ministério da Defesa do Azerbaijão disse que algumas vilas no distrito de Agdam foram bombardeadas pela Armênia, deixando civis mortos e feridos. Alguns minutos depois, o Ministério aumentou o número de infraestruturas azeris danificadas pelo bombardeio para 175 casas e 41 instalações civis. Aproximadamente às 10h50, Artsakh divulgou em coletiva de imprensa que mais 54 soldados de seu exército morreram, totalizando 157. Ainda na coletiva de imprensa, Artur Sargsyan, vice-comandante do Exército de Defesa de Artsakh, afirmou que um soldado das forças armadas do Azerbaijão, que foi morto em ação durante o ataque a Artsakh, tinha um rádio Tadiran de fabricação israelense: “A decodificação do dispositivo revelou que os grupos que lutam nas direções mencionadas são comandados principalmente em língua árabe”, disse Sargsyan. Aproximadamente às 11h00, o Ministério de Defesa do Azerbaijão divulgou duas filmagens, aparentemente mostrando a morte de forças armênias e destruição de material militar. Aproximadamente às 12h40, o Ministério afirmou que Quzanlı em Agdam estava sob fogo de Artsakh, enquanto cerca de 10 mísseis foram disparados da Armênia para Sabirkənd em Xemequir pelo complexo de mísseis táticos Tochka-U; isso foi negado pela Armênia. O Ministério afirmou então que os armênios estavam atirando contra Əmirli, em Barda, Ağdam e Quzanlı no distrito de Tovuz com foguetes. Aproximadamente às 14h00, o Ministério de Defesa armênio declarou que as forças do Azerbaijão estavam bombardeando Stepanakert. Aproximadamente uma hora depois, o Ministério de Defesa do Azerbaijão divulgou imagens que aparentemente mostravam a destruição de material armênio.
Aproximadamente às 16h40, o Ministério de Defesa azerbaijano declarou que a cidade de Tartar, Shikharkh e Soğanverdilər, no distrito de Barda, estavam sob fogo de artilharia armênia. Aproximadamente uma hora depois, o Ministério afirmou que as forças do Azerbaijão haviam destruído um posto de controle de campo armênio, e compartilhou imagens aparentemente mostrando isso, bem como a destruição de material armênio.

### 3 de outubro
De acordo com o Ministério da Defesa do Azerbaijão, a situação ao longo da frente permaneceu tensa, enquanto o Ministério da Defesa da Armênia afirmou que combates pesados estavam em andamento nas direções norte e sul da frente. Em aproximadamente 10h40, o Ministério da Defesa do Azerbaijão afirmou que as cidades de Tartar, Səhləbad, Qazyan, Qapanlı, Qaynaq, Əskipara e Hüseynli, todas no distrito de Tartar, juntamente com Ayaq Qərvənd, İmamqulubəyli, Qaradağlı e Təzəkənd, em Agdam, e ainda Muğanlı, Qiyaməddinli e Rəncbərlər, em Aghjabadi, e mais Tap Qaraqoyunlu, em Goranboy, foram submetidos a intenso fogo de artilharia armênia durante a noite. Aproximadamente às 19h40, o Presidente do Azerbaijão, Ilham Aliyev, anunciou que as forças do Azerbaijão haviam assumido o controle de Suqovuşan. Ele também anunciou que as forças do Azerbaijão haviam assumido o controle de Talış, no distriro de Tartar, Mehdili, Çaxırlı, Aşağı Maralyan, Şəybəy e Quycaq, em Jabrayil, e Aşağı Əbdürrəhmanlı, em Füzuli.

### 4 de outubro
De acordo com o Ministério da Defesa da Armênia, a situação noturna ao longo da frente foi relativamente estável, mas tensa. Aproximadamente às 09h00, o Ministério da Defesa do Azerbaijão afirmou que as forças armênias estavam disparando foguetes na cidade de Tartar e em Horadiz. Aproximadamente às 10h30, o Ministério afirmou que as forças armênias estavam atacando o distrito de Füzuli com fogo de artilharia, enquanto disparavam foguetes nos distritos de Agdam e Tartar, enquanto o Ministério da Defesa de Artsakh afirmava que as forças azerbaijanas estavam bombardeando Stepanakert.
Aproximadamente meia hora depois, Ganja foi bombardeada. O Ministério da Defesa armênio negou que isso viesse de seu território, enquanto Artsakh assumiu a responsabilidade, afirmando que as forças armênias tinham como alvo e destruído a base aérea militar de Ganja, em um aeroporto internacional; isso foi negado pelo Azerbaijão. Posteriormente, um correspondente reportando do local para um meio de comunicação russo, bem como o diretor do aeroporto, afirmou que o aeroporto, que não estava operacional desde março devido à pandemia de coronavírus, não havia sido bombardeado.
Aproximadamente às 14h00, o Azerbaijão alegou que as forças azerbaijanas haviam ferido gravemente o presidente de Artsakh, Arayik Harutyunyan, que havia visitado o front pela manhã, em seu bunker; isso foi negado por Artsakh. Aproximadamente uma hora depois, o Ministério da Defesa do Azerbaijão divulgou imagens aparentemente mostrando a destruição do apoio de fogo armênio, unidades blindadas e de logística. Aproximadamente às 16h00, o Ministério da Defesa azerbaijano declarou que as forças armênias estavam atirando contra Sarıcalı, em Aghjabadi, Baharlı, Çıraqlı e Üçoğlan, em Agdam, e Şahvəlilər, em Barda com artilharia. Cerca de 40 minutos depois, o Presidente do Azerbaijão, Ilham Aliyev, anunciou que as forças azeris haviam tomado o controle da cidade de Cəbrayil, bem como, Karxulu, Şükürbəyli, Yuxarı Maralyan, Çərəkən, Daşgəsən, Horovlu, Mahmudlu, Cəfərabad e Decal, no distrito de Jabrayil.
Aproximadamente às 22h40, o Ministério da Defesa do Azerbaijão declarou que as forças armênias haviam disparado contra Tartar e Mingachevir com foguetes, o último abrigando um reservatório de água, que a Armênia considera um alvo militar;  isso foi negado pela Armênia e por Artsakh. Aproximadamente uma hora depois, o Gabinete do Presidente do Azerbaijão afirmou que as forças armênias haviam disparado dois mísseis de médio alcance de 300 km nos distritos de Khizi e Absheron.

### 5 de outubro
De acordo com o Ministério da Defesa da Armênia, os confrontos continuaram com intensidade variável durante a noite, e as forças do Azerbaijão lançaram uma ofensiva do sul. Aproximadamente às 10h00, o Ministério da Defesa do Azerbaijão divulgou imagens gravadas por radar, aparentemente mostrando foguetes sendo disparados de Jermuque, Capã e Berde, na Armênia. O Ministério da Defesa armênio afirmou que as forças do Azerbaijão estavam disparando foguetes contra Stepanakert. Aproximadamente uma hora depois, o Ministério da Defesa do Azerbaijão afirmou que as forças armênias estavam bombardeando as cidades de Beylagan, Barda e Tartar. Aproximadamente ao meio-dia, o Azerbaijão declarou que as forças armênias estavam bombardeando as cidades de Horadiz e Tartar, bem como aldeias nos distritos de Tartar, Aghjabadi, Goranboy e Goygol. O Gabinete do Presidente do Azerbaijão afirmou que as forças armênias estavam atacando Ganja, Barda, Beylagan e algumas outras cidades do Azerbaijão com mísseis e foguetes, enquanto o Ministério da Defesa do Azerbaijão afirmou que Ganja tinha sido atacada por Berd, na Armênia.
Aproximadamente às 16h50, o Ministério da Defesa do Azerbaijão declarou que as forças armênias estavam bombardeando as cidades de Aghjabadi e Beylagan. Aproximadamente às 20h20, o Azerbaijão afirmou que as forças armênias haviam novamente bombardeado Ganja. O presidente do Azerbaijão, Ilham Aliyev, afirmou que as forças do Azerbaijão haviam assumido o controle das aldeias Şıxalıağalı, Sarıcalı e Məzrə, em Jabrayil. As forças armênias admitiram posteriormente que tiveram que fazer uma "retirada tática" em algumas áreas, a fim de evitar perdas.

### 6 de outubro
Os confrontos continuaram durante a noite, com as forças do Azerbaijão exercendo "superioridade operacional e militar" ao longo de toda a frente, incluindo na direção Jabrayil-Füzuli, de acordo com o Ministério da Defesa do Azerbaijão, enquanto o Ministério da Defesa da Armênia afirmou que a situação era estável e tensa. O Azerbaijão afirmou que suas forças destruíram um depósito de munição armênio em Ballıca e divulgou imagens que aparentemente mostravam a destruição de material armênio. De acordo com fontes do Azerbaijão, um prédio de escola e um carro de bombeiros foram atingidos no distrito de Agdam por foguetes disparados do lado armênio. Aproximadamente às 16h30, o Ministério da Defesa armênio declarou que as forças do Azerbaijão haviam iniciado uma nova ofensiva na frente sul. Aproximadamente meia hora depois, o Ministério afirmou que as forças do Azerbaijão estavam bombardeando Stepanakert. Aproximadamente às 19h00, o Ministério da Defesa azeri declarou que as forças armênias estavam bombardeando os distritos de Yevlakh, Goranboy e Beylagan.

### 7 de outubro
Os confrontos continuaram ao longo de toda a frente durante a noite, de acordo com o Ministério da Defesa do Azerbaijão. Aproximadamente às 10h00, o Azerbaijão declarou que as forças do Azerbaijão estavam no controle do distrito de Jabrayil, também divulgou imagens aparentemente mostrando as forças do Azerbaijão em Şükürbəyli. Aproximadamente meia hora depois, o Ministério afirmou que as forças armênias estavam bombardeando aldeias nos distritos de Tartar, Barda, Agdam, Aghjabadi, Füzuli e Jabrayil. Aproximadamente ao meio-dia, afirmou que as forças do Azerbaijão haviam assumido o controle de novas bases armênias, enquanto o Ministério da Defesa armênio afirmou que as forças do Azerbaijão estavam bombardeando Stepanakert. Aproximadamente às 15h00, o Ministério da Defesa do Azerbaijão declarou que as forças armênias estavam atirando contra as aldeias nos distritos de Tartar e Füzuli. Por volta das 19h30, o Presidente de Artsakh afirmou que as forças armênias haviam retomado algumas posições.

### 8 de outubro

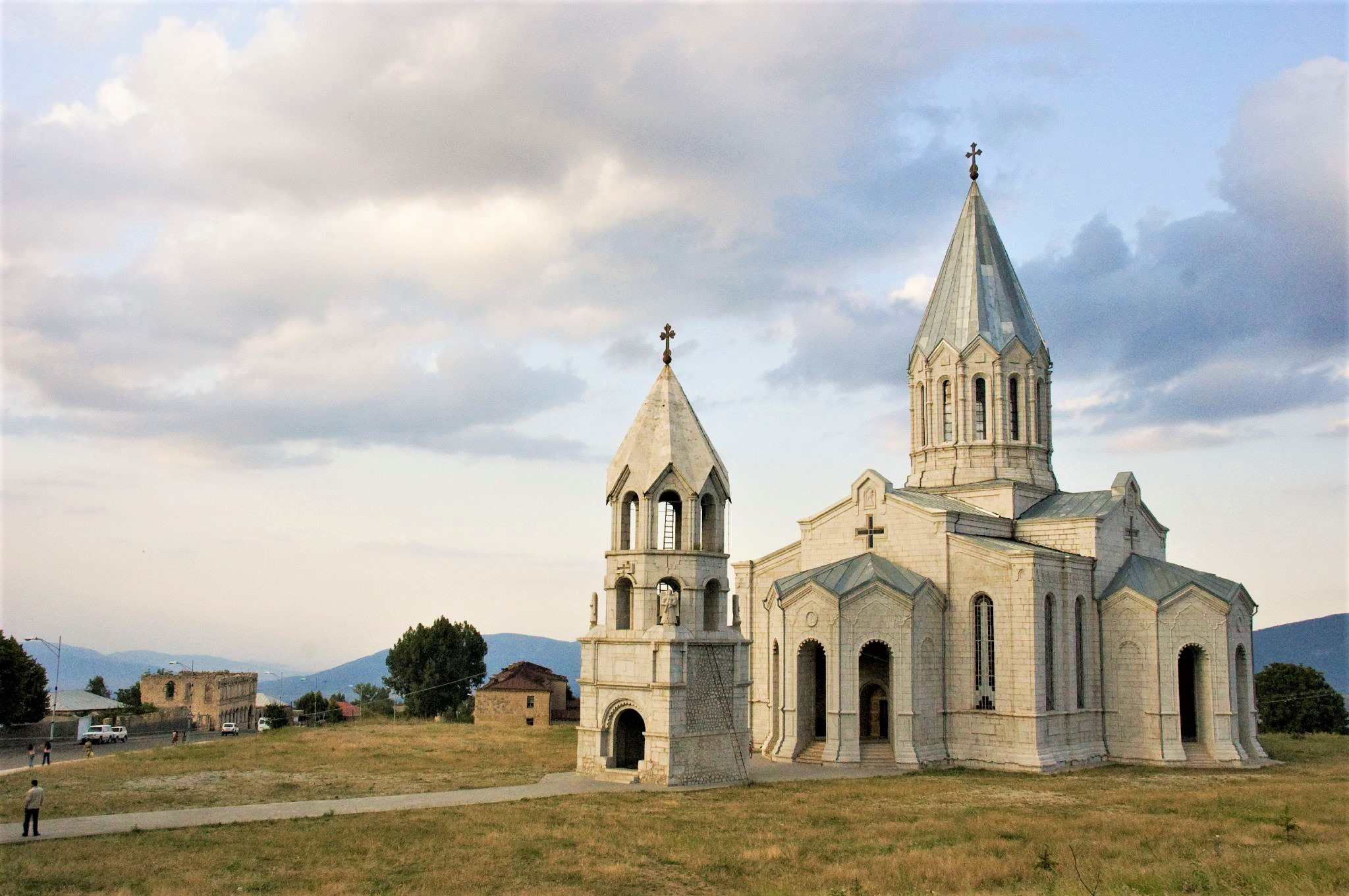
Em 8 de outubro, fontes armênias e repórteres afirmaram que a Catedral de Ghazanchetsots em Shusha foi bombardeada repetidas vezes pelo Azerbaijão. isso foi negado pelo Azerbaijão.

Os confrontos continuaram durante a noite e, de acordo com o Ministério da Defesa de Artsakh, a situação era estável, mas tensa. De acordo com o Ministério da Defesa do Azerbaijão, pela manhã, as forças armênias começaram a bombardear vilas em Goranboy, Tartar, Agdam, nos distritos de Barda e Aghjabadi, bem como na cidade de Barda. Aproximadamente ao meio-dia, o Gabinete Presidencial do Azerbaijão afirmou que as forças armênias haviam disparado Ganja, Barda, Tartar e outras cidades com o Smerch MLRS. Aproximadamente às 13h00, o Azerbaijão afirmou que as forças armênias dispararam um míssil Tochka-U na cidade de Barda. Aproximadamente às 15h00, o Ministério da Defesa armênio afirmou que as forças armênias estavam repelindo as ofensivas azerbaijanas. Posteriormente, o Ministério da Defesa do Azerbaijão afirmou que as forças armênias bombardearam aldeias nos distritos de Goranboy, Tartar e Agdam. Durante o dia, o Ministério da Defesa do Azerbaijão divulgou imagens aparentemente mostrando a destruição de material e infraestrutura armênios. O lado armênio relatou sérios danos à Catedral de Ghazanchetsots em Shusha como resultado do bombardeio pelas forças do Azerbaijão.

### 9 de outubro
Os confrontos continuaram durante a noite e, de acordo com o Ministério da Defesa de Artsakh, a situação era estável, mas tensa. De acordo com o Ministério da Defesa do Azerbaijão, começando pela manhã, as forças armênias dispararam contra os distritos de Goranboy, Tartar, Barda e Agdam e bombardearam o distrito de Aghjabadi e a cidade de Mingachevir. O Ministério também divulgou imagens mostrando aldeias no distrito de Jabrayil, que as forças do Azerbaijão aparentemente haviam assumido o controle. O Ministério da Defesa da Armênia afirmou que as forças do Azerbaijão estavam bombardeando Stepanakert. Por volta das 14h00, as autoridades azerbaijanas afirmaram que as forças armênias dispararam mísseis contra uma mesquita em Beylagan e na Mesquita Goy Imam em Ganja. Posteriormente, o Ministério da Defesa do Azerbaijão divulgou imagens aparentemente mostrando a destruição e captura de material armênio. Aproximadamente às 16h30, também afirmou que as forças do Azerbaijão haviam derrubado um míssil balístico da Armênia durante o vôo para Mingachevir. Aproximadamente às 17h00, o Presidente do Azerbaijão anunciou que as forças do Azerbaijão haviam assumido o controle de Hadrut, junto com as aldeias de Çaylı,Yuxarı Güzlək, Gorazıllı, Qışlaq, Qaracallı, Əfəndilər, Sor e Süleymanlı. A captura de Hadrut foi negada por Artsakh, o Ministério da Defesa azerbaijano divulgou imagens aparentemente mostrando a destruição de material armênio, o cenário de Suqovuşan e as ruas de Talış, novamente afirmando a presença do Azerbaijão em as aldeias contestadas.

### 10 de outubro
Pouco antes das 04h00 de 10 de outubro, o ministro das Relações Exteriores da Rússia, Sergey Lavrov, relatou que tanto a Armênia quanto o Azerbaijão haviam concordado em um cessar-fogo no Alto Carabaque "por motivos humanitários" após 10 horas de negociações em Moscou, e anunciou que as partes entrarão agora em negociações "substantivas". As hostilidades foram formalmente interrompidas às 12h00, para permitir a troca de prisioneiros e a recuperação dos mortos, a ser facilitada pelo Comitê Internacional da Cruz Vermelha. Armênia e Azerbaijão acusaram um ao outro de bombardear assentamentos civis antes do cessar-fogo, com ambos os lados negando as acusações do outro. Cada lado também acusou o outro de quebrar o cessar-fogo, e as sirenes de ar foram ativadas em Stepanakert. O Ministério da Defesa do Azerbaijão continuou a divulgar imagens aparentemente mostrando a destruição de material armênio. Tanto Artsakh quanto o Azerbaijão se acusaram mutuamente de atacar Hadrut, mas alegaram que a cidade permanecia sob seu controle. Aproximadamente às 23h00, o Ministério da Defesa do Azerbaijão declarou que as forças armênias estavam bombardeando a cidade de Tartar, enquanto o Ministério da Defesa da Armênia afirmou que as forças do Azerbaijão estavam bombardeando Stepanakert; isso foi negado pelo Azerbaijão.

### 11 de outubro
Durante a noite, de acordo com Artsakh, a situação estava "relativamente calma", com pequenas violações do cessar-fogo. Aproximadamente às 02h30, o Ministério da Defesa do Azerbaijão declarou que as forças armênias tinham como alvo Ganja com um míssil OTR-21 Tochka, disparado de Berd, Armênia, e causando várias vítimas civis; isso foi negado pela Armênia e por Artsakh. Posteriormente, o Azerbaijão afirmou que as forças armênias dispararam mísseis contra Mingachevir, visando a Usina Hidrelétrica de Mingachevir. Aproximadamente às 18h00, o Ministério da Defesa do Azerbaijão declarou que as forças armênias estavam bombardeando aldeias nos distritos de Agdam, Tartar, Aghjabadi e Füzuli.

### 12 de outubro
Durante a noite, pequenos confrontos continuaram em 12 de outubro, com o Ministério da Defesa azerbaijano alegando que suas forças tinham "vantagem operacional" ao longo da frente, enquanto o presidente azerbaijano Ilham Aliyev afirmou que as forças armênias tentaram retomar Hadrut várias vezes. O Ministério da Defesa do Azerbaijão declarou então que as forças armênias estavam bombardeando os distritos de Agdam, Tartar e Goranboy pela manhã. Aproximadamente às 15h00, Aliyev afirmou que as forças do Azerbaijão tinham total controle em várias aldeias, mas o anúncio virá depois de algum tempo.

### 9 de novembro
Em 9 de novembro, ambas as partes envolvidas no conflito, juntamente com o presidente da Rússia, Vladimir Putin, acordaram um cessar-fogo, dando assim fim à guerra.

## Baixas

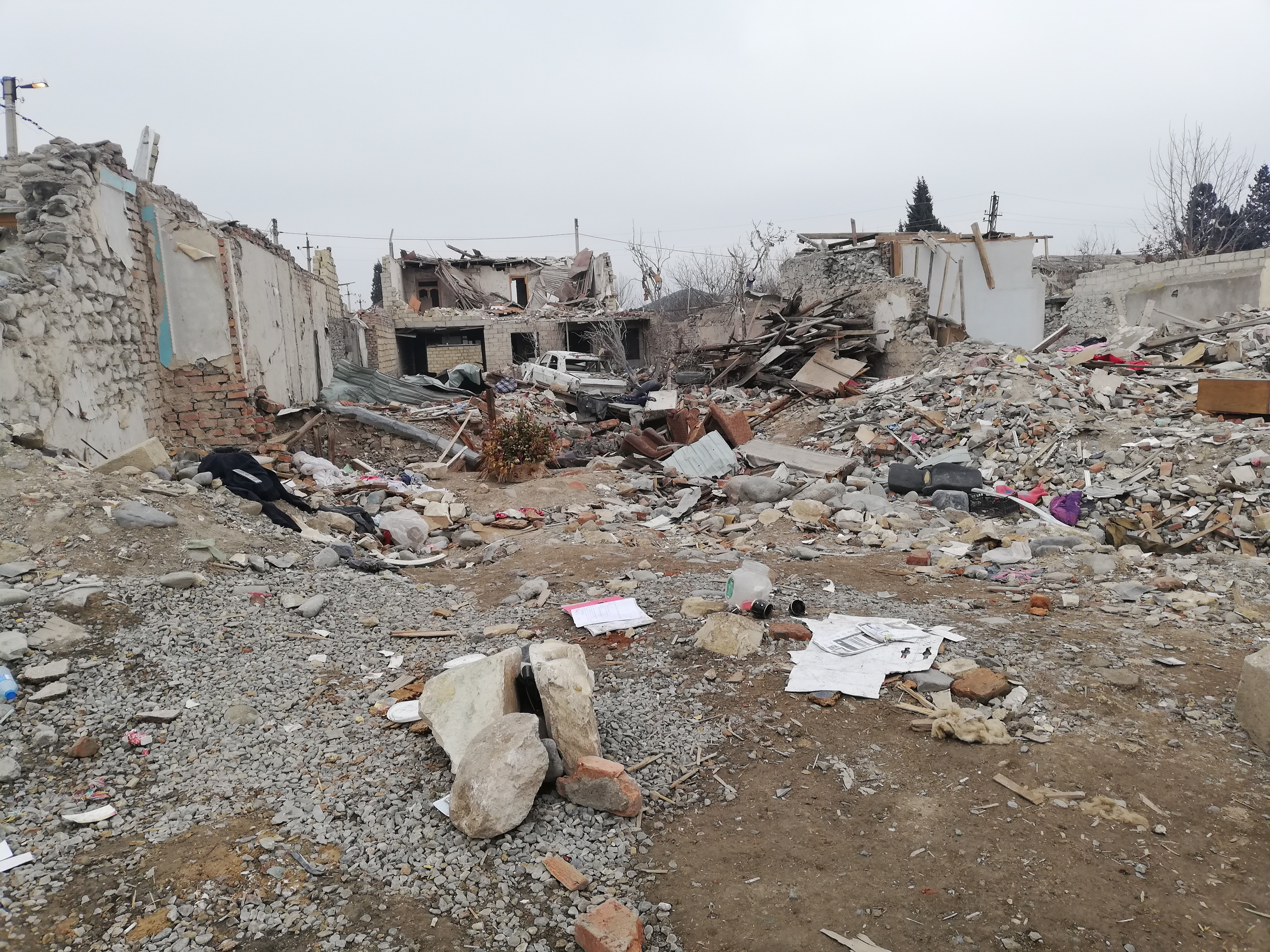
Destruição na cidade de Ganja.

As baixas de civis e militares têm sido altas e podem estar sendo subestimadas, pois as reclamações de vítimas não foram verificadas de forma independente. Áreas civis, incluindo grandes cidades, foram atingidas, incluindo a segunda maior cidade do Azerbaijão, Ganja, e a capital da região, Stepanakert, com muitos edifícios e casas destruídas.

### Vítimas civis
De acordo com a Armênia, em 27 de setembro, uma mulher e uma criança teriam sido mortas pelo bombardeio do Azerbaijão na província de Martuni. De acordo com Beglaryan, "só em Stepanakert, há mais de 10 feridos, incluindo crianças e mulheres." O Ministério da Defesa do Azerbaijão negou essas alegações. Em 8 de outubro, as autoridades armênias relataram que 22 civis armênios foram mortos. Em 10 de outubro, a mídia armênia relatou a morte de dois civis em Hadrut, uma mãe e seu filho com deficiência, de acordo com a Armênia, a matança teria sido cometida por infiltrados azerbaijanos.
De acordo com fontes do Azerbaijão, os militares armênios têm como alvo áreas densamente povoadas contendo estruturas civis. Em 11 de outubro, o Gabinete do Procurador-Geral da República do Azerbaijão afirmou que durante os confrontos, como resultado de alegados bombardeamentos da artilharia armênia, 41 pessoas foram mortas, enquanto 205 pessoas foram hospitalizadas.
Fontes armênias indicam que os confrontos deslocaram aproximadamente metade da população do Alto Carabaque ou aproximadamente 70 mil pessoas.

### Jornalistas
Em 1º de outubro, dois jornalistas franceses do Le Monde que cobriam os confrontos em Martuni foram feridos pelo fogo de artilharia do Azerbaijão; no mesmo dia, à noite, o Presidente de Artsakh visitou os profissionais no hospital: "Graças ao trabalho rápido e habilidoso de nossos médicos, suas vidas não estão mais ameaçadas." Segundo a Armenpress, além dos jornalistas franceses, dois repórteres armênios e um russo também ficaram feridos; um veículo da Agence France-Presse foi danificado. Por outro lado, no dia seguinte, a mídia azeri criticou a mídia internacional por não divulgar os profissionais da imprensa feridos em solo azerbaijano; segundo a APA, jornalistas da turca Anadolu Agency, e azeris Azərtac, a própria APA, Turan, ARB TV, Khazar TV, Public Television, Space TV, ATV e BAKU TV foram atingidos por bombardeios armênios. A Anadolu Agency divulgou um compilado de vídeos mostrando os supostos ataques.
Em 8 de outubro, três jornalistas russos que relatavam os danos sofridos pela Catedral Ghazanchetsots em Shusha foram feridos por bombas quando ela foi atacada pela segunda vez pelas forças armadas do Azerbaijão. Dois dos jornalistas foram listados em estado grave, enquanto o do terceiro foi considerado crítico. Em 9 de outubro, as autoridades de Artsakh melhoraram as condições do terceiro jornalista e afirmaram que ele havia sido transferido para Yerevan.

### Baixas militares
Desde o início dos confrontos, o governo do Azerbaijão não revelou o número de baixas militares.
O Observatório Sírio de Direitos Humanos documentou a morte de pelo menos 107 combatentes ou mercenários sírios que lutavam pelo Azerbaijão.
Autoridades armênias e de Artsakh afirmam que 3 mil soldados azerbaijanos morreram; até 7 de outubro, a mídia próxima a Artsakh forneceu os nomes e as patentes de 415 soldados azerbaijanos mortos.  Em 6 de outubro, o Ministério da Defesa do Azerbaijão negou uma reclamação do Ministério da Defesa da Armênia de 200 mortes após a suposta derrota de uma unidade do Azerbaijão. Em 12 de outubro, as autoridades de Artsakh relataram a morte de 525 de seus militares, com mais de 120 feridos, enquanto um piloto militar armênio de um Su-25 abatido também morreu.

### Perdas de equipamento
O Azerbaijão afirma ter destruído cerca de 200 tanques e outros veículos blindados; 110 outros veículos militares; seis postos de comando e comando-observação; 228 peças de artilharia; múltiplos sistemas de lançamento de foguetes, incluindo um BM-27 Uragan; 300 unidades antiaéreas armênias, incluindo um S-300 e 15 9K33 Osas; 18 VANTs e sete depósitos de munição. Em 2 de outubro, o Centro de Análise e Comunicação de Reformas Econômicas do Azerbaijão estimou que a Armênia perdeu US$ 1,2 bilhões em baixas militares. Por sua vez, um helicóptero do Azerbaijão foi declarado danificado, mas sua tripulação aparentemente o devolveu ao território controlado pelo Azerbaijão sem vítimas.
Autoridades da Armênia e Artsakh inicialmente alegaram o abate de quatro helicópteros azerbaijanos e a destruição de dez tanques e VCIs, bem como 15 VANTs. Posteriormente, os números foram revisados para 36 tanques e veículos blindados de pessoal destruídos, dois veículos blindados de engenharia de combate destruídos e quatro helicópteros e 27 VANTs abatidos no primeiro dia de hostilidades. Eles divulgaram imagens mostrando a destruição ou dano de cinco tanques do Azerbaijão.  Ao longo de 2 de outubro, o Exército de Defesa Artsakh alegou a destruição de 39 veículos militares azerbaijanos, incluindo um tanque T-90; quatro aeronaves Su-25; três helicópteros de combate Mi-24 e 17 VANTs. Em 4 de outubro, o Ministério da Defesa armênio reivindicou três aviões e dois tanques do Azerbaijão destruídos.

## Análise

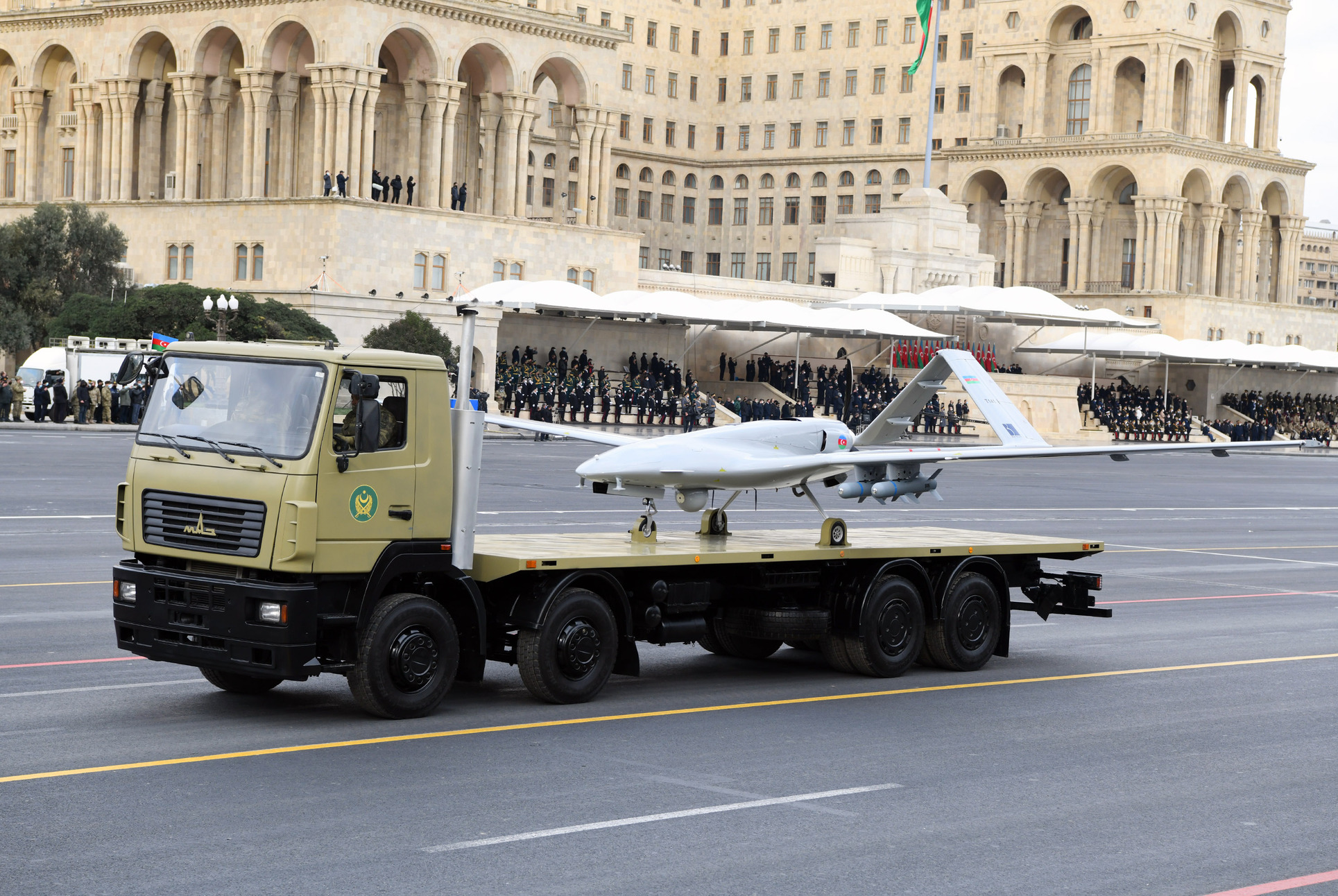
Um drone Baykar Bayraktar TB2, de fabricação turca, usado pelas forças armadas azeris. O Azerbaijão utilizou VANTs de forma extensa para reconhecimento e ataques de precisão, dando-lhes grande vantagem sobre os armênios.

Em uma entrevista concedida em 27 de setembro, o especialista na região do Cáucaso, Thomas de Waal, afirmou que era altamente improvável que as hostilidades fossem iniciadas pelo lado armênio: “Basicamente, os armênios venceram a guerra dos anos 1990, eles têm todo o território que desejam”, disse de Waal. “O incentivo deles é normalizar o status quo”. "Por várias razões, o Azerbaijão calcula que a ação militar trará algo", disse ele.
Um comentarista da revista Foreign Policy previu que o Azerbaijão teria grande dificuldade em tentar ocupar toda a área do Alto Carabaque devido ao terreno montanhoso extremamente inacessível controlado por tropas armênias. Além disso, ele opinou que a prontidão do exército do Azerbaijão era muito pobre, com o exército sendo muito infeliz, corrupto e ineficiente, com uma taxa de deserção de até 20%. Além disso, apesar dos grandes investimentos na compra de equipamento militar com base nos lucros do petróleo, o exército do Azerbaijão carecia de treinamento adequado para o uso de novo equipamento.
O suposto objetivo imediato do ataque do Azerbaijão é capturar os distritos de Fizuli e Jabrayil no sul do Alto Carabaque, onde o terreno é menos montanhoso e mais favorável para operações ofensivas.
O especialista militar russo Mikhail Khodarenok declarou que o Azerbaijão planejou e preparou a operação ofensiva em Carabaque com antecedência; ele acrescentou que o exército do Azerbaijão não parece ter completado seus objetivos iniciais durante os cinco dias de confrontos e que a ofensiva pode parar.
Em uma análise militar do conflito, o The Economist citou o uso altamente eficaz de drones pelo Azerbaijão como uma indicação do futuro da guerra. Observando que havia sido assumido anteriormente que os drones não desempenhariam um papel importante nos conflitos entre as nações devido à sua vulnerabilidade ao fogo antiaéreo, escreveu que "isso é provavelmente verdade em guerras envolvendo grandes potências como a América, China e Rússia. Provou-se errado em conflitos menores." Ele observou as táticas do Azerbaijão envolvendo drones, bem como o uso de drones pela Turquia contra as forças do governo sírio durante a intervenção turca na guerra civil síria, apontando para um "novo tipo de potência aérea mais acessível", observando que os drones fazem uma grande diferença para países com forças aéreas pequenas. Ele também observou que a capacidade dos drones de registrar suas mortes permitiu uma campanha de propaganda do Azerbaijão altamente eficaz.

## Declarações oficiais

### Armênia e Artsakh
Em 27 de setembro, o primeiro-ministro da Armênia, Nikol Pashinyan, acusou as autoridades azerbaijanas de uma provocação em grande escala. O Primeiro-Ministro afirmou que as "recentes declarações agressivas da liderança do Azerbaijão, exercícios militares conjuntos em grande escala com a Turquia, bem como a rejeição das propostas da OSCE para monitoramento indicam claramente que esta agressão foi pré-planejada e constitui uma provocação em grande escala contra a paz e a segurança na região".
Em 28 de setembro, o Ministério das Relações Exteriores da República da Armênia emitiu um comunicado, afirmando que "o povo de Artsakh está em guerra com a aliança turco-azerbaijana". O embaixador da Armênia na Rússia, Vardan Toganyan, não descartou que a Armênia pode recorrer à Rússia para novos suprimentos de armas.
Em 29 de setembro, o primeiro-ministro Pashinyan afirmou que o Azerbaijão, com o apoio militar da Turquia, estava expandindo as hostilidades para o território armênio.
Em 30 de setembro, o primeiro-ministro Pashinyan afirmou que a Armênia estava considerando oficialmente reconhecer a República de Artsakh como um território independente. No mesmo dia, o Ministério das Relações Exteriores da Armênia afirmou que a Força Aérea Turca havia realizado voos provocativos ao longo da frente entre as forças da República de Artsakh e do Azerbaijão, incluindo o fornecimento de apoio aéreo ao exército azerbaijano.
Em 1º de outubro, o Presidente de Artsakh, Arayik Harutyunyan, afirmou que a necessidade de se preparar para uma guerra de longo prazo.
Em 2 de outubro, o Ministério de Relações Exteriores da Armênia emitiu uma declaração sobre a convocação conjunta dos líderes dos países co-presidentes do Grupo de Minsque da OSCE, afirmando que "essa agressão contra o Alto Carabaque deve cessar imediatamente" e que "a Armênia continua comprometida com a resolução pacífica do conflito do Alto Carabaque".
Em 3 de outubro, o Ministério das Relações Exteriores do Alto Carabaque (Artsakh) exortou a comunidade internacional a reconhecer a independência da República de Artsakh, a fim de "restaurar a paz e a segurança na região". Em 4 de outubro, o governo armênio declarou que o Azerbaijão havia implantado bombas de fragmentação contra alvos residenciais em Stepanakert; um investigador da Amnistia Internacional condenou isso.
Em 5 de outubro, o Ministro das Relações Exteriores da Armênia, Zohrab Mnatsakanyan, afirmou à Fox News que o ataque às populações civis do Alto Carabaque pelas forças do Azerbaijão era equivalente a crimes de guerra e pediu o fim da agressão.

### Azerbaijão
Em 26 de setembro, de acordo com o Ministério da Defesa do Azerbaijão, um dia antes da ofensiva, os militares armênios haviam disparado em diferentes direções ao longo da linha de frente, violando o cessar-fogo 48 vezes. O Azerbaijão afirmou que o lado armênio atacou primeiro e afirmou que as forças azerbaijanas então lançaram uma contraofensiva.

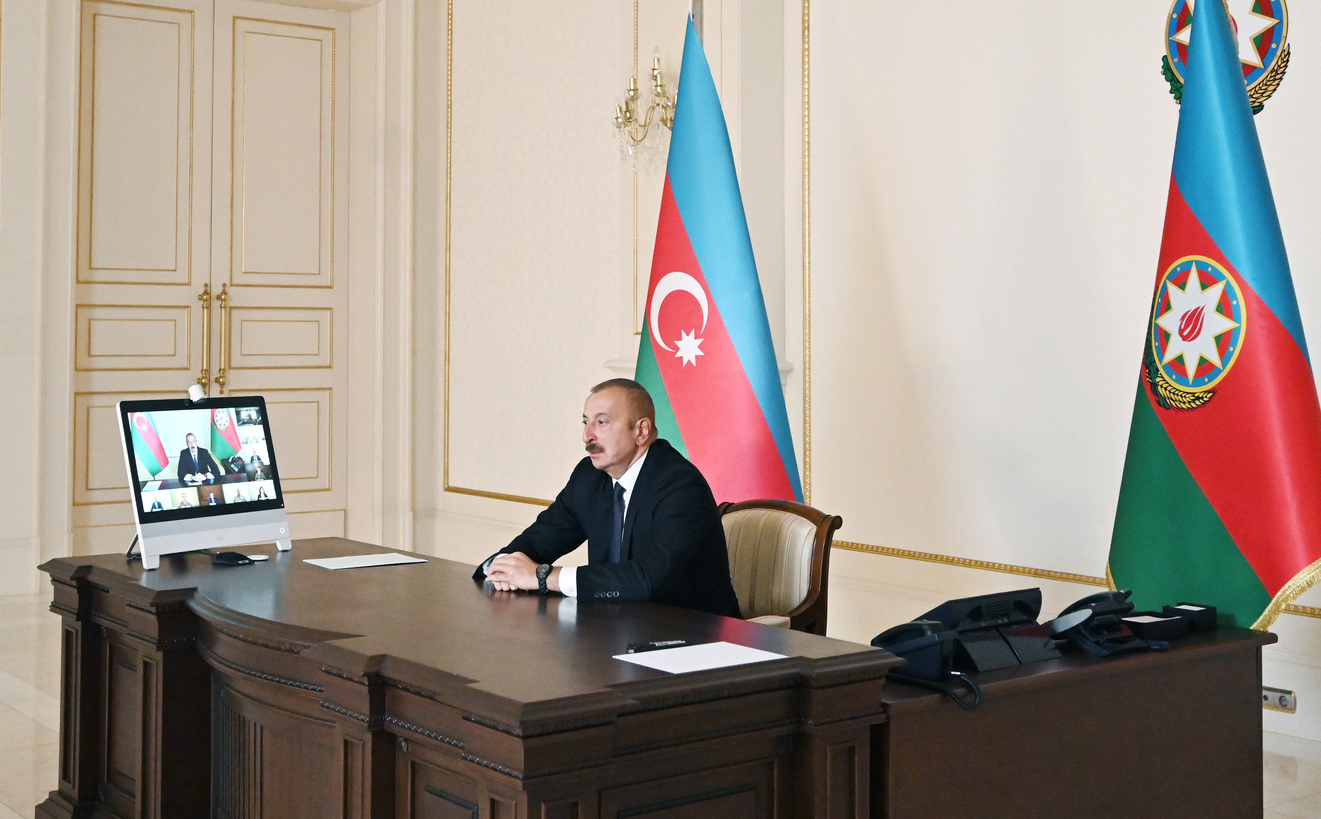
Reunião do Presidente do Azerbaijão Ilham Aliyev com o Conselho de Segurança do país em 27 de setembro

Em 27 de setembro, o Gabinete do Presidente do Azerbaijão, Ilham Aliyev, acusou as forças armênias de um ataque "intencional e deliberado" na linha de frente, e de "alvejar deliberadamente as áreas residenciais e os civis", chamando-o uma “violação grosseira do direito internacional humanitário".
Em 28 de setembro, o Gabinete do Presidente do Azerbaijão declarou que as ações da Armênia destruíram as negociações de paz por meio de um ato de agressão contra o Azerbaijão, acrescentando que uma guerra foi lançada contra o Azerbaijão, mobilizando o povo do Azerbaijão, e declarando uma Grande Guerra Patriótica. O Escritório afirmou então que o destacamento de militares armênios no Alto Carabaque constituía uma ameaça à paz regional e acusou a Armênia de fazer propaganda, acrescentando que os militares azerbaijanos estavam operando de acordo com o direito internacional. O Comitê de Estado para Assuntos da Família, Mulheres e Crianças do Azerbaijão emitiu uma declaração acusando os militares armênios de alvejarem civis, incluindo mulheres e crianças. Além disso, o Ministro dos Negócios Estrangeiros do Azerbaijão negou qualquer reclamação de envolvimento turco, embora admitisse a cooperação técnico-militar com a Turquia e outros países.
Em 29 de setembro, o Presidente do Azerbaijão Ilham Aliyev recebeu as credenciais do recém-nomeado Embaixador do Paquistão no Azerbaijão, Bilal Hayee, e falou sobre a integridade territorial do Azerbaijão. O presidente afirmou que a ocupação e agressão armênia levaram à destruição de infraestrutura e mesquitas, causaram o Massacre de Khojaly e resultaram em etnocídio, resultando em um insulto ao mundo muçulmano e foram equivalentes a uma política oficial de islamofobia e ódio aos azeris. O Ministério dos Negócios Estrangeiros do Azerbaijão (MoFA) e o Gabinete do Procurador-Geral emitiram uma declaração conjunta sobre alegados crimes de guerra contra civis por armênios. Durante uma reunião realizada conjuntamente pelo MoFA do Azerbaijão e pelo Ministério Público, o MoFA do Azerbaijão exigiu que a Armênia parasse de bombardear civis e pediu às organizações internacionais que garantissem que a Armênia seguisse o direito internacional. O Embaixador do Azerbaijão na Rússia, Polad Bülbüloğlu, negou relatos de mercenários trazidos da Turquia pelo Azerbaijão, e a vice-presidente do Azerbaijão, Mehriban Aliyeva, afirmou que o Azerbaijão nunca reivindicou o território de terceiros nem jamais cometeu crimes contra a humanidade.
Em 2 de outubro o membro do parlamento azeri, Tural Ganjaliyev, criticou o Presidente da França, Emmanuel Macron, alegando que "opiniões do presidente francês e de outros políticos franceses contra nosso país não são aceitas" e que o Grupo de Minsk da OSCE deve ser reconsiderado: "A França deve retirar-se imediatamente do Grupo de Minsk da OSCE. Porque não está escrito em lugar nenhum que os três co-presidentes são eleitos permanentemente". Após reunião, os membros do Parlamento do Azerbaijão sugeriram emitir um comunicado à França; o deputado Nagif Hamzayev declarou que "a França como co-presidente do Grupo de Minsk da OSCE já perdeu seu mandato. Quando restaurarmos nossa integridade territorial, não precisaremos do Grupo de Minsk da OSCE."
Em 3 de outubro, Aliyev afirmou que a Armênia precisava deixar o território do Azerbaijão (no Alto Carabaque) para que a guerra parasse. No dia seguinte, Aliyev emitiu uma declaração oficial de que o Azerbaijão estava "escrevendo uma nova história", descrevendo Carabaque como um antigo território azerbaijano e lar de longa data para os azerbaijanos, e observando que os armênios ocuparam o território do Azerbaijão, destruindo seu patrimônio religioso e cultural, por três décadas. Ele acrescentou que o Azerbaijão restauraria suas cidades, destruía mesquitas e acusava a Armênia de distorcer a história. Dois dias depois, o governo do Azerbaijão declarou que a Armênia havia implantado bombas de fragmentação contra as cidades.
Em 8 de outubro, Aliyev acusou as Forças Armadas da Armênia de cometer crimes de guerra com o uso de mísseis balísticos em assentamentos civis. Ele também acusou a Armênia de discriminação étnica por conta da expulsão histórica ou autoexílio de comunidades de minorias étnicas, destacando sua população monoétnica.
Em 10 de outubro, o ministro das Relações Exteriores do Azerbaijão, Jeyhun Bayramov, afirmou que a trégua assinada no mesmo dia era temporária. Apesar disso, Ilham Aliyev afirmou que ambas as partes estavam tentando determinar uma resolução política para o conflito.

#### Suposto ataque hacker
No dia 1 de outubro, uma página no Facebook denominada "Anonymous Greece" divulgou uma lista com 159 links governamentais do Azerbaijão que supostamente foram hackeados por eles; o portal de notícias grego Sportime divulgou o suposto ataque. Tal informação foi desmentida pelo Centro de Combate a Incidentes Informáticos do Serviço Estadual de Comunicações Especiais e Segurança da Informação do Azerbaijão, mas afirmaram que houve tentativas de ataques distribuídos (DDoS) e que "cada um deles foi evitado com sucesso."

## Alegações de envolvimento de terceiros
Devido à geografia, história e sensibilidades do conflito do Alto Carabaque, acusações, alegações e declarações foram feitas de envolvimento de terceiros e atores internacionais, incluindo em relatórios da mídia e pelo Observatório Sírio de Direitos Humanos (SOHR).

### Turquia e Exército Nacional Sírio (SNA)
Dois dias após o início do conflito armado, vários rebeldes sírios pró-turcos e fontes do Observatório Sírio de Direitos Humanos (SOHR), alegaram que uma empresa privada de segurança turca havia começado a inscrever voluntários sírios para lutar em Artsakh. O Azerbaijão negou essas alegações. O Presidente da Turquia, Recep Tayyip Erdoğan, chamou a Armênia de "a maior ameaça à paz na região" e prometeu apoiar o Azerbaijão. De acordo com uma reportagem do The Times, o envolvimento da Turquia no envio de 200 mercenários sírios para apoiar as forças do Azerbaijão foi pelo menos parcialmente confirmado.
O SOHR confirmou a existência de um total de 850 rebeldes sírios no Azerbaijão, principalmente de descendência sírio-turcomena da Divisão Sultan Murad, e confirmou a morte de 3 sírios até agora. O SOHR observou que grupos rebeldes de maioria árabe sírios se recusaram a enviar seus combatentes para o Azerbaijão.
Em 1º de outubro, o SOHR confirmou a morte de 28 combatentes sírios e quase 60 desaparecidos nos últimos dois dias de combate. Mais tarde, o presidente da França, Emmanuel Macron, acusou a Turquia de enviar jihadistas sírios para o Alto Carabaque. Segundo ele, os combatentes sírios de grupos jihadistas transitaram por Gaziantep (sudeste da Turquia) para chegar às operações no Alto Carabaque.
Em 3 de outubro, foi declarado pelo SOHR que pelo menos 64 rebeldes sírios pró-Turquia, que estavam entre mais de 1 200 combatentes, foram mortos em confrontos. No mesmo dia, o primeiro-ministro armênio Pashinyan afirmou que mercenários e terroristas sírios, juntamente com especialistas do exército turco, estavam envolvidos nos ataques do Azerbaijão, juntamente com aproximadamente 150 oficiais militares turcos, estacionados em centros de comando do Azerbaijão e supostamente dirigindo operações militares.
Em 4 de outubro, foi declarado pelo SOHR que pelo menos 72 rebeldes sírios pró-Turquia, que estavam entre mais de 1 200 combatentes, haviam sido mortos em confrontos. Enquanto isso, um líder não identificado do SNA, a Jesr Press e um artigo do The Guardian também confirmaram as mortes de dezenas de combatentes sírios.
Em 5 de outubro, a agência de notícias russa RIA Novosti afirmou que 322 mercenários sírios estavam na zona de conflito e que 93 haviam sido mortos, enquanto 430 da Síria haviam se dirigido para lá no fim de semana anterior.
Em 6 de outubro, o Diretor do Serviço de Inteligência Estrangeiro da Rússia, Serguei Naryshkin, confirmou que vários milhares de combatentes de organizações terroristas do Oriente Médio vieram para a guerra no Alto Carabaque ao lado do Azerbaijão, particularmente Jabhat al-Nusrah (ramo da al-Qaeda), Firkat Hamza, Sultan Murad, bem como grupos curdos extremistas. Todos eles têm ligações com a organização terrorista Estado Islâmico (ISIS). Naryshkin também disse que o envolvimento direto da Turquia complica este conflito. No mesmo dia, reiterando as acusações do presidente francês Macron de que a Turquia enviou combatentes sírios para o conflito, o Presidente da Síria, Bashar al-Assad, confirmou seu envolvimento sem apresentar provas.
Em 9 de outubro, o SOHR afirmou que pelo menos 107 combatentes rebeldes sírios pró-Turquia, que estavam entre mais de 1 450 combatentes, foram mortos em confrontos. Enquanto isso, um líder não identificado do SNA, a Jesr Press e um artigo do The Guardian também confirmaram as mortes de dezenas de combatentes sírios.

### Voluntários armênios e milícia curda
Antes do conflito, fontes turcas alegaram que muitos membros da Unidades de Proteção Popular (YPG) e do Partido dos Trabalhadores do Curdistão (PKK) do Iraque e da Síria foram transferidos ao Alto Carabaque para treinar milícias armênias contra o Azerbaijão, enquanto em 30 de setembro, fontes turcas alegaram que cerca de 300 militantes do PKK foram transferidos ao Alto Carabaque via Irã.
Em 28 de setembro, o Ministério da Defesa do Azerbaijão alegou que entre as vítimas armênias estavam mercenários de origem armênia-síria e de uma variedade de países do Oriente Médio. No mesmo dia, o Ministro da Defesa da Turquia, Hulusi Akar, disse que a Armênia deve "enviar de volta os mercenários e terroristas que trouxe do exterior."
Em 30 de setembro, Hikmat Hajiyev afirmou que "a comunidade internacional deve responder adequadamente ao uso de forças terroristas pela Armênia". O Observatório Sírio de Direitos Humanos (SOHR) também confirmou que combatentes sírios nascidos na Armênia foram transportados para a Armênia para se juntarem à guerra ao lado da Armênia contra o Azerbaijão.
No entanto, de acordo com um comentarista do Washington Post, "há razões para duvidar" dessas alegações, já que a Turquia fez declarações questionáveis sobre as atividades do PKK e do YPG no passado. O Jerusalem Post escreveu que as sugestões do Daily Sabah sobre o envolvimento do PKK/YPG em Artsakh "pretendia criar a justificação para a Turquia alegar que a sua 'segurança' está a ser ameaçada pelo 'PKK' e que pode invadir. A Turquia usou essa desculpa para bombardear e invadir o norte do Iraque e a Síria, sempre alegando que há 'terroristas' que está 'neutralizando'". O Greek City Times ecoou sentimentos semelhantes, sugerindo que as alegações da Turquia de envolvimento do PKK e YPG em Artsakh "estabelecem uma narrativa perigosa, pois poderia ser usada como uma forma para a Turquia 'legitimar' uma intervenção direta contra a Armênia e em apoio ao Azerbaijão".
Em 4 de outubro, o Ministério da Defesa turco declarou que os "terroristas" do PKK-YPG, supostamente cooperando com os armênios no combate a civis, deveriam abandonar a região.
Em 5 de outubro, o Ministério das Relações Exteriores do Azerbaijão afirmou que a Armênia empregou amplamente forças terroristas estrangeiras e mercenários contra ela, com evidências claras na zona de conflito de pessoas de origem armênia do Oriente Médio, especialmente Síria e Líbano, e posteriormente Rússia, Geórgia, Grécia, Emirados Árabes Unidos e outros países.
Em 6 de outubro, o Serviço de Segurança do Estado do Azerbaijão (SSS) declarou que a Armênia empregou mercenários estrangeiros, incluindo membros de grupos militantes curdos que a Armênia trouxe do Iraque e da Síria, supostamente para lutar contra o Azerbaijão. O SSS do Azerbaijão apresentou conversas interceptadas, supostamente entre membros do PKK, onde as partes discutem a situação na frente.

### Suprimento de armas

#### Israel
Israel, um importante parceiro comercial e fornecedor de armas para o Azerbaijão, teria continuado a enviar armas, especialmente drones, durante o conflito.

#### Rússia e do Irã
Durante o conflito, a mídia do Azerbaijão e do Irã relatou que armamentos e equipamentos militares russos foram transportados para a Armênia via Irã. Em 29 de setembro, o Ministério das Relações Exteriores iraniano negou essas alegações. No dia seguinte, os meios de comunicação afiliados ao governo do Azerbaijão compartilharam imagens de vídeo que supostamente mostravam equipamentos militares sendo transportados para a Armênia via Irã. O membro do parlamento (MP) azeri, Shahin Mustafayev, negou as alegações e afirmou que elas visavam perturbar as relações de ambos os países. Além disso, a mídia afiliada ao estado iraniano afirmou que os caminhões retratados na filmagem consistiam em carregamentos de caminhões Kamaz que o governo armênio havia comprado anteriormente da Rússia.
A mídia russa informou que empresas militares privadas russas estavam prontas para lutar contra o Azerbaijão no Alto Carabaque. Além disso a Radio Free Europe/Radio Liberty informou que uma fonte do Grupo Wagner disse que eles já estão no Carabaque e participam das hostilidades. Foi negado pelo empresário russo Yevgeny Prigozhin, que foi vinculado ao Grupo Wagner.

#### Sérvia
O Azerbaijão reivindicou evidências de que a Armênia empregava armas sérvias, alegadamente transportadas pela Geórgia. Em resposta, o Presidente da Sérvia, Aleksandar Vučić, afirmou que a Sérvia considera a Armênia e o Azerbaijão como amigos e "nações irmãs", insistindo que as armas sérvias não estavam sendo usadas no Alto Carabaque.

## Reações

### Reações domésticas

#### Armênia
Em 28 de setembro, a Armênia proibiu todos os homens com mais de 18 anos listados na reserva de mobilização de deixar o país.

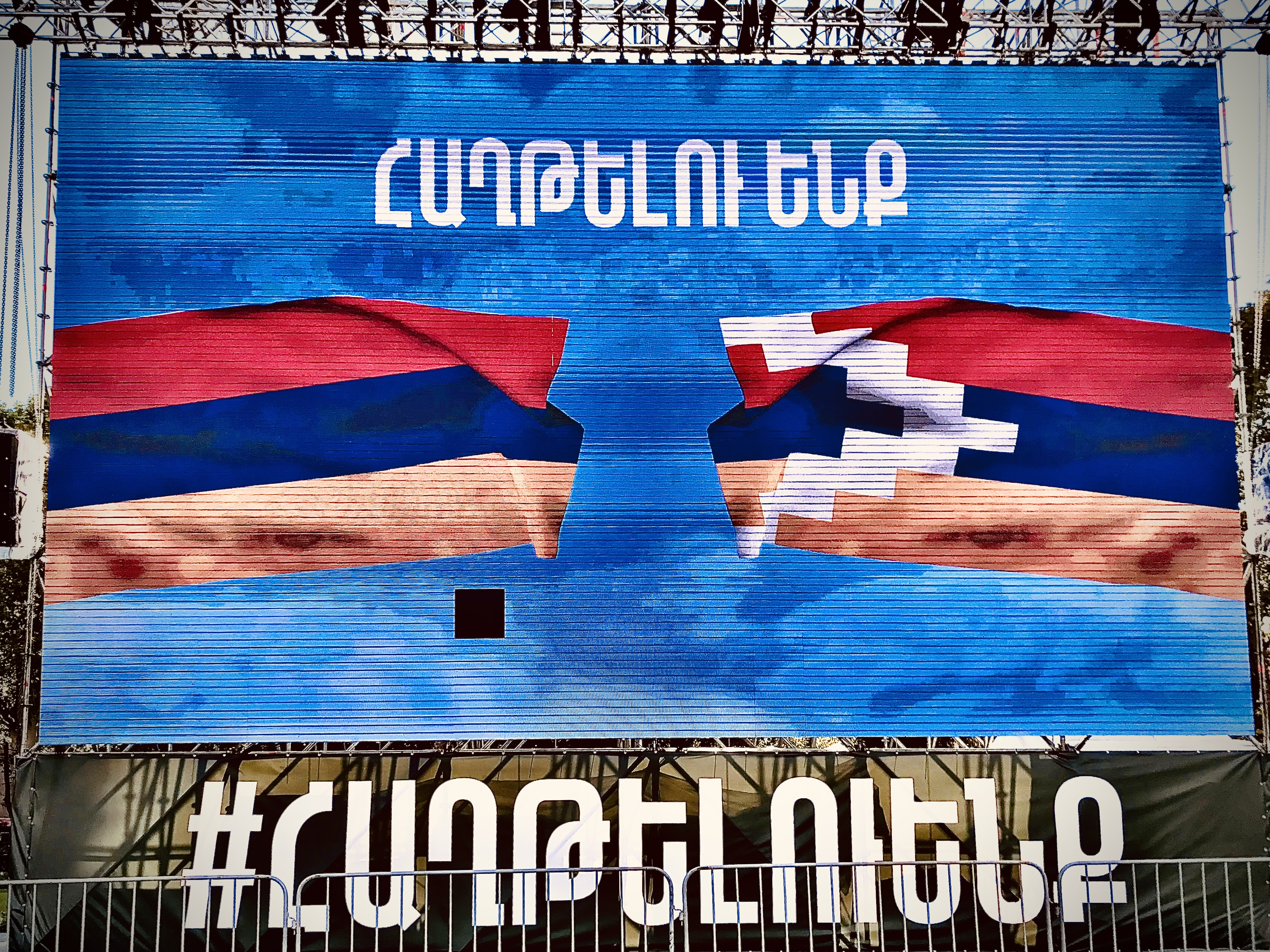
O slogan "#Հաղթելուենք" ("Nós vamos vencer") no centro de Yerevan em apoio à República de Artsakh. 2 de outubro de 2020

Em 29 de setembro, a Armênia adiou o julgamento do ex-presidente Robert Kocharian e de outros ex-funcionários acusados no caso de agitação pós-eleitoral de 2008. O motivo alegado foi que um dos réus, o ex-ministro da Defesa da Armênia, Seyran Ohanyan, tinha ido para Artsakh durante o ataque no Azerbaijão.
Em 1º de outubro, o aplicativo TikTok deixa de operar na Armênia. No mesmo dia, o Serviço de Segurança Nacional da Armênia (NSS) declarou ter prendido e acusado de traição um ex-oficial militar armênio de alto escalão sob suspeita de espionagem para agências de inteligência do Azerbaijão. Posteriormente, em 4 de outubro, o NSS declarou que havia prendido vários cidadãos estrangeiros sob suspeita de espionagem.
Protestando contra as vendas de armas israelenses ao Azerbaijão, a Armênia chamou de volta seu embaixador em Israel.
Em 8 de outubro, o Presidente da Armênia, Armen Sarkissian, demitiu o diretor do NSS. No mesmo dia, o Ministério da Defesa armênio cancelou o credenciamento jornalístico do correspondente da Novaya Gazeta, Ilya Azar, oficialmente por entrar no Alto Carabaque sem credenciamento, enquanto Azar afirmou que a razão por trás dessa mudança foi sua reportagem em Shusha e Lachin, que, de acordo com Azar, causou uma resposta negativa do público na Armênia.
Protestando contra as vendas de armas israelenses ao Azerbaijão, a Armênia chamou de volta seu embaixador em Israel.

#### Azerbaijão

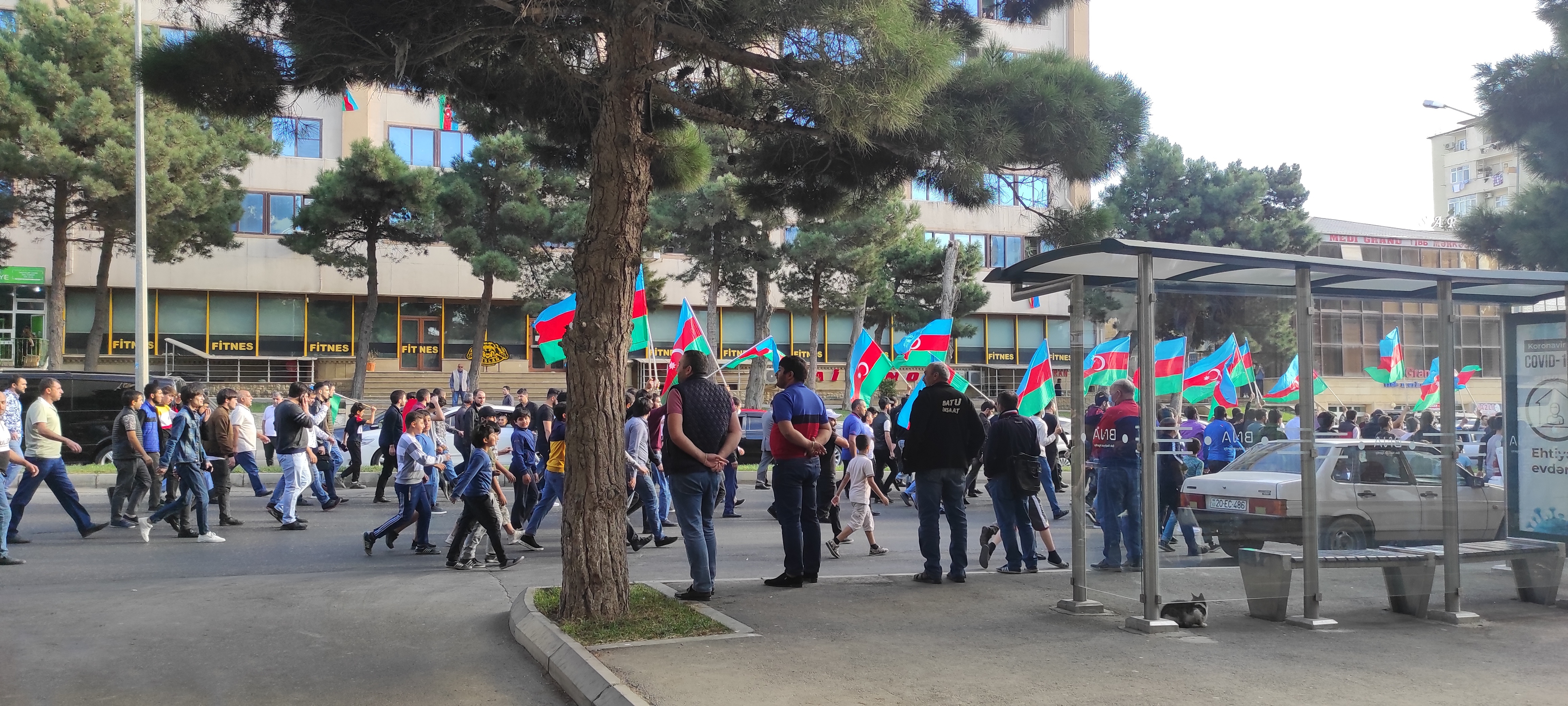
Manifestação em Baku para apoiar o Exército Nacional do Azerbaijão na guerra com a Armênia

Em 27 de setembro, as autoridades azerbaijanas restringiram o acesso à Internet em todo o país logo após o início dos confrontos. De acordo com um comunicado do Ministério dos Transportes, Conexões e Tecnologias de Alta Tecnologia, esta medida foi tomada para evitar provocações armênias. O Comitê Estadual de Trabalho com a Diáspora da República do Azerbaijão também apelou aos azerbaijanos residentes no exterior para que não empregassem informações não oficiais, não especificadas e tendenciosas em redes sociais, mídia eletrônica e outras mídias. A Assembleia Nacional do Azerbaijão declarou toque de recolher em Baku, Ganja, Goygol, Yevlakh e vários distritos a partir da meia-noite de 28 de setembro. O ministro do Interior, Vilayat Eyvazov, foi nomeado comandante das áreas sob toque de recolher. A Azerbaijan Airlines anunciou que todos os aeroportos do Azerbaijão estariam fechados para voos regulares de passageiros até 30 de setembro. Então, os Gabinetes do Procurador Militar de Fizuli, Tartar, Carabaque e Ganja começaram investigações criminais de guerra e outros crimes com base de informações e evidências obtidas.
Em 28 de setembro, o Presidente do Azerbaijão, Ilham Aliyev, emitiu um decreto autorizando a mobilização parcial na República do Azerbaijão.
Em 1º de outubro o Ministério da Defesa do Azerbaijão criou um canal no aplicativo Telegram para rápida comunicação com a população.
Em 8 de outubro Azerbaijão chamou de volta seu embaixador na Grécia para consultas, após as alegações de armênios da Grécia chegando ao Alto Carabaque para lutar contra o Azerbaijão.
Em 12 de outubro, o Gabinete do Procurador-Geral da República do Azerbaijão abriu um processo criminal contra o jornalista da WarGonzo nos termos dos Artigos 214-2 (chamadas públicas para o terrorismo), 281.1 (chamadas públicas contra o estado) e 318.2 (passagem ilegal da fronteira do estado do República do Azerbaijão) do Código Penal da República do Azerbaijão.

### Reações Internacionais

#### Organizações supranacionais e regionais
União Europeia - O Presidente do Conselho Europeu, Charles Michel, apelou à cessação bilateral das hostilidades.
 OTAN - O secretário-geral, Jens Stoltenberg, pediu um cessar-fogo no Alto Carabaque.
 OSCE - A OSCE apelou ao fim das hostilidades.
 OEA - O Secretário-Geral da Organização dos Estados Americanos, Luis Almagro, exigiu que o Azerbaijão cesse as hostilidades.
 Conselho Turco - O Conselho Turco reafirmou seus compromissos "com as normas e princípios do direito internacional", reiterou a importância de uma resolução rápida para o conflito Armênia-Azerbaijão, "com base na soberania, integridade territorial e inviolabilidade das fronteiras internacionalmente reconhecidas da República da Azerbaijão", e lembrou "que as resoluções relacionadas do Conselho de Segurança das Nações Unidas adotadas em 1993 [Resolução 853 do Conselho de Segurança das Nações Unidas (observe que o componente de embargo de armas desta resolução não é mais válido desde 2002)] exigem uma retirada imediata, incondicional e total das forças armadas da Armênia de todos os territórios ocupados da República do Azerbaijão".
 Nações Unidas - O Secretário-Geral das Nações Unidas, António Guterres, seguido do Conselho de Segurança das Nações Unidas apelou ao cessar-fogo e condenou o conflito.

#### Países
Representantes de vários países, incluindo Albânia, Alemanha, Arábia Saudita, Argentina, Austrália, Canadá, Cazaquistão, Chile, China, Croácia, Estados Unidos, Estônia, França, Geórgia, Grécia, Índia, Indonésia, Letônia, Lituânia, Moldávia, Paraguai, Peru, Polônia, Reino Unido, Romênia, Rússia, Uruguai, e da Cidade do Vaticano, têm chamado para uma resolução pacífica para o conflito.
 O Afeganistão pediu o fim da ocupação armênia no Alto Carabaque e pediu um cessar-fogo, instando ambos os lados a resolver o conflito pacificamente.
 A Arábia Saudita pediu uma solução pacífica. No entanto, depois que o líder turco Recep Tayyip Erdoğan culpou os países árabes, em particular a Arábia Saudita e os Emirados Árabes Unidos, por desestabilizarem o Oriente Médio e o Cáucaso, a Al Arabiya transmitiu o discurso do presidente armênio, Armen Sarkissian, condenando a Turquia e o Azerbaijão por inflamarem a guerra, e o chefe da Câmara de Comércio da Arábia Saudita pediu um boicote anti-turco.
 O membro bósnio da Presidência da Bósnia e Herzegovina, Šefik Džaferović, e o líder do Partido da Ação Democrática, Bakir Izetbegović, expressaram apoio ao Azerbaijão, condenando a Armênia e comparando a situação com a Guerra da Bósnia (1992–1995); Ilham Aliyev agradeceu em carta Džaferović.
 O Chipre condenou o Azerbaijão por violar o cessar-fogo e por intensificar as ações das partes envolvidas ou de terceiros, exigindo o retorno às negociações pacíficas.
 A França condenou a Turquia por enviar jihadistas sírios para lutar ao lado das forças do Azerbaijão e por tentar interromper os esforços de paz na região. Por sua vez, as autoridades azerbaijanas acusaram a França de apoio secreto à Armênia.
 A Hungria declarou apoiar a redução das tensões, expressou apoio à integridade territorial do Azerbaijão, declarando que a maioria armênia do Alto Carabaque está dentro das fronteiras do Azerbaijão.
 O porta-voz do governo do Irã, Ali Rabiei, pediu à Armênia que evacue as áreas ocupadas do Azerbaijão e respeite sua integridade territorial.
 O Presidente de Israel, Reuven Rivlin, expressou pesar pela retomada da violência e pela perda de vidas. Ele afirmou que Israel tem relações de longa data com o Azerbaijão e que a cooperação entre os dois países não tem fins ofensivos. Rivlin afirmou ainda que Israel tem interesse em promover as relações com a Armênia e está preparado para oferecer ajuda humanitária. O ministro da defesa israelense, Benny Gantz, acusou a Turquia de interromper os esforços de paz na região e pediu pressão internacional sobre a Turquia para dissuadir o "terrorismo direto". O Embaixador da Armênia em Israel especulou que Israel pode considerar suspender o apoio ao Azerbaijão; no entanto, o Ministério das Relações Exteriores de Israel não quis comentar. O político da oposição israelense, Avigdor Lieberman, expressou apoio ao Azerbaijão no conflito.
 O Paquistão expressou profunda preocupação com as hostilidades, afirmando que o país apoia a posição do Azerbaijão no Alto Carabaque em conformidade com as resoluções do Conselho de Segurança da ONU, e que o Paquistão defende sua "nação fraternal do Azerbaijão e apoia seu direito de autodefesa". O Paquistão também denunciou o bombardeio pelas forças armênias como "repreensível" e como potencialmente comprometedor da paz e segurança regional.
 A Síria culpou a Turquia pelo conflito.
 A Turquia expressou apoio ao Azerbaijão, culpando a Armênia por violar o cessar-fogo. Além disso, a Turquia emitiu uma declaração em 1º de outubro rejeitando a demanda conjunta da França, Rússia e Estados Unidos pedindo um cessar-fogo.
 A Ucrânia expressou apoio à integridade territorial do Azerbaijão, afirmou que não forneceria assistência militar a nenhum dos dois estados e que queria evitar conflitos étnicos entre suas próprias comunidades armênias e azerbaijanas.

#### Estados não reconhecidos ou parcialmente reconhecidos
A Abecásia exortou a comunidade internacional a prevenir a agressão contra Artsakh e expressou esperança de que o conflito termine.
 O Chipre do Norte expressou apoio ao Azerbaijão.
 A Ossétia do Sul pediu à comunidade internacional que acabe com o conflito e culpou o Azerbaijão por iniciar "crimes contra a humanidade" contra o "irmão Artsakh".

A Transnístria, que, junto com dois outros não membros da ONU, Abecásia e Ossétia do Sul, reconhece a independência da República de Artsakh, expressou seu desejo de uma resolução do conflito e simpatia pelo "povo fraterno de Artsakh".

### Minorias no exterior
O embaixador da Armênia nos Estados Unidos, Varuzhan Nersesyan , convidou os EUA a intervir no conflito, assim como seu homólogo do Azerbaijão, Elin Suleymanov.

#### Armênios
Em 1 de outubro, a minoria armênia da Ossétia do Sul condenou as ações do Azerbaijão, que em sua opinião havia atacado as cidades de Artsakh com o apoio da Turquia. Eles se referiram a armênios que ajudaram a Ossétia do Sul durante a Guerra Russo-Georgiana, da qual ela participou, e afirmaram que a independência de Artsakh deveria ser reconhecida.
Em 2 de outubro, a minoria armênia da Geórgia, mais precisamente na Javaquécia, expressaram preocupação com o conflito e tentaram enviar ajuda para a Armênia e Artsakh. A líder da diáspora armênia na Croácia, Katarina Oganesjan, pediu apoio contra o que ela descreveu como um genocídio contra os armênios.
Em 5 de outubro, armênios na Califórnia, lar da segunda maior comunidade de armênios do mundo, fizeram um protesto em frente ao prédio da CNN em Los Angeles, pedindo uma cobertura mais precisa do conflito.

#### Azerbaijanos
Em 2 de outubro, vários protestos eclodiram em algumas cidades iranianas, incluindo a capital Teerã e Tabriz, em apoio ao Azerbaijão. Manifestantes iranianos-azeris gritaram slogans no Azerbaijão, incluindo "Carabaque é nosso. Ele continuará sendo nosso". No mesmo dia, cerca de 50 azerbaijanos da Moldávia se encontraram na capital Chișinău com o embaixador do Azerbaijão na Moldávia, Gudsi Osmanov, e manifestaram o seu apoio ao exército azerbaijano, declarando que estavam "prontos para cumprir todas as ordens e instruções do Presidente do Azerbaijão [...] Ilham Aliyev". Posteriormente, eles anunciaram que iriam ajudar financeiramente o Fundo de Assistência às Forças Armadas do Azerbaijão. Originalmente, 500 pessoas compareceriam, mas isso não foi possível devido à pandemia de COVID-19.
No 3 dia de outubro, os azerbaijanos na Geórgia indicaram uma disposição para lutar pelo Azerbaijão e confiança de que o Azerbaijão retomaria Alto Carabaque.

### Esportes
A UEFA anunciou que os jogos de Armênia e Azerbaijão pela Liga das Nações da UEFA C de 2020–21 deixarão de ser realizados em respectivos países. A Armênia irá mandar os seus jogos em Tychy, Polônia; enquanto o Azerbaijão em Elbasani, Albânia. Pela Liga Europa da UEFA de 2020–21, a partida entre Ararat-Armenia e Crvena Zvezda, da Sérvia, foi transferida de Erevã, Armênia, para Nicósia, capital do Chipre.